# Березовка (Турковский район)
Березовка — деревня в Турковском районе Саратовской области России. Входит в состав Студеновского муниципального образования.

## География
Деревня находится в западной части области, в пределах Окско-Донской равнины, в подзоне луговой степи лесостепной зоны, на берегах реки Берёзовки, на расстоянии примерно 8 километров (по прямой) к северо-западу от рабочего посёлка Турки. Абсолютная высота — 180 метров над уровнем моря.
Климат
Климат характеризуется как умеренно континентальный с холодной зимой и жарким летом. Среднегодовая температура воздуха — 4,7 °C. Средняя многолетняя температура самого холодного месяца (января) составляет −11,1 °С (абсолютный минимум — −40 °С), температура самого тёплого (июля) — 20,7 °С (абсолютный максимум — 40 °С). Безморозный период длится в течение 145—151 дней в году. Среднегодовое количество атмосферных осадков — 471 мм, из которых большая часть (326 мм) выпадает в период с апреля по октябрь. Снежный покров держится в среднем 125—135 дней в году.
Часовой пояс
Деревня Березовка, как и вся Саратовская область, находится в часовой зоне МСК+1. Смещение применяемого времени относительно UTC составляет +4:00.

## Население
| 2010 |
| ---- |
| 0    |

## Родившиеся в селе
- Пономарёва, Анна Даниловна (1922—2012) — Герой Социалистического Труда, передовик советского сельского хозяйства.